# Marcos Antônio Silva Santos
Marcos Antônio Silva Santos, más conocido como Marcos Bahia o Marcos Antônio, (Poções, 13 de junio de 2000) es un futbolista brasileño que juega de centrocampista en el São Paulo F. C. del Campeonato Brasileño de Serie A.

## Trayectoria
Marcos Bahia comenzó su carrera deportiva en el G. D. Estoril, con el que debutó como profesional en un partido de la Copa de Portugal frente al Vasco da Gama Vidigueira.

### Shakhtar Donetsk
El 19 de febrero de 2019 fichó por el Shakhtar Donetsk de la Liga Premier de Ucrania.

## Selección nacional
Marcos Bahia fue internacional sub-17 y sub-20 con la selección de fútbol de Brasil.
Con la sub-17 disputó el Campeonato Sudamericano de Fútbol Sub-17 de 2017, donde Brasil salió campeona.

## Clubes
| Club                            | País     | Año       |
| ------------------------------- | -------- | --------- |
| G. D. Estoril                   | Portugal | 2018-2019 |
| F. K. Shakhtar Donetsk          | Ucrania  | 2019-2022 |
| S. S. Lazio                     | Italia   | 2022-act. |
| PAOK de Salónica F. C. (cedido) | Grecia   | 2023-2024 |
| São Paulo F. C. (cedido)        | Brasil   | 2024-act. |

## Palmarés

### Títulos nacionales
| Título                  | Club                   | País    | Año  |
| ----------------------- | ---------------------- | ------- | ---- |
| Liga Premier de Ucrania | Shakhtar Donetsk       | Ucrania | 2019 |
| Copa de Ucrania         | Shakhtar Donetsk       | Ucrania | 2019 |
| Liga Premier de Ucrania | Shakhtar Donetsk       | Ucrania | 2020 |
| Supercopa de Ucrania    | Shakhtar Donetsk       | Ucrania | 2021 |
| Superliga de Grecia     | PAOK de Salónica F. C. | Grecia  | 2024 |

### Títulos internacionales
| Título              | Club (*)                   | Sede  | Año  |
| ------------------- | -------------------------- | ----- | ---- |
| Sudamericano sub-17 | Selección sub-17 de Brasil | Chile | 2017 |

(*) Incluyendo la selección.